# 시유지마촌
시유지마촌(일본어: 雌雄島村)은 일본 가가와현 가가와군에 있던 촌이다. 

## 역사
- 1890년 2월 15일 -정촌제 시행에 수반해 2촌의 구역을 가지고 성립하였다.
- 1956년 9월 30일 - 다카마쓰시에 편입, 동일 시유지마촌은 폐지되었다.

## 참고 문헌
- 角川日本地名大辞典編纂委員会, 『角川日本地名大辞典 43 香川県』, 1985, 角川書店
- 青井常太郎 編『讃岐香川郡志』香川県教育会香川郡部会、1944年12月8日。doi:10.11501/1043830。 NCID BN1081377X。OCLC 673722448。
- 四国新聞社 編『香川年鑑』 昭和31年、四国新聞社、高松市、1955年12月15日。 NCID BB10788678。OCLC 52393151。